# Africký pohár národů 2017 (soupisky)
Soupisky na Africký pohár národů 2017, který se hrál v Gabonu.
| Zlato              | Stříbro          | Bronz                   |
| ------------------ | ---------------- | ----------------------- |
| Kamerun • Soupiska | Egypt • Soupiska | Burkina Faso • Soupiska |

## Skupina A

### Gabon
Hlavní trenér:  José Antonio Camacho
| Jméno                           | Datum narození | Datum úmrtí | Klub                   |
| Brankáři                        | Brankáři       | Brankáři    | Brankáři               |
| ------------------------------- | -------------- | ----------- | ---------------------- |
| Didier Ovono                    | 23.1.1983      |             | KV Oostende            |
| Anthony Mfa Mezui               | 7.3.1991       |             | bez angažmá            |
| Yves Bitséki Moto               | 23.4.1983      |             | CF Mounana             |
| Obránci                         |                |             |                        |
| Aaron Appindangoyé              | 20.2.1992      |             | Stade Lavallois        |
| Franck Obambou                  | 26.6.1987      |             | AS Stade Mandji        |
| Bruno Ecuele Manga              | 16.7.1988      |             | Cardiff City FC        |
| Johann Obiang                   | 5.7.1993       |             | Troyes AC              |
| Lloyd Palun                     | 28.11.1988     |             | Red Star FC            |
| Benjamin Zé Ondo                | 18.6.1987      |             | Mosta FC               |
| Yoann Wachter                   | 7.4.1992       |             | CS Sedan               |
| Záložníci                       |                |             |                        |
| Merlin Tandjigora               | 6.4.1990       |             | Mej-čou Hakka          |
| Mario Lemina                    | 1.9.1993       |             | Juventus FC            |
| Lévy Madinda                    | 11.6.1992      |             | Gimnàstic de Tarragona |
| Guélor Kanga                    | 1.9.1990       |             | FK Crvena zvezda       |
| Samson Mbingui                  | 9.2.1992       |             | Raja Casablanca        |
| Cédric Ondo Biyoghé             | 17.8.1994      |             | CF Mounana             |
| André Biyogo Poko               | 7.3.1993       |             | Kardemir Karabükspor   |
| Serge-Junior Martinsson Ngouali | 23.1.1992      |             | IF Brommapojkarna      |
| Denis Bouanga                   | 11.11.1994     |             | Tours FC               |
| Didier Ibrahim Ndong            | 17.6.1994      |             | Sunderland AFC         |
| Útočníci                        |                |             |                        |
| Malick Evouna                   | 28.11.1992     |             | Tchien-ťin Teda        |
| Pierre-Emerick Aubameyang -     | 18.6.1989      |             | Borussia Dortmund      |
| Serge Kevyn                     | 3.8.1994       |             | UD Leiria              |

### Burkina Faso
Hlavní trenér:  Paulo Duarte
| Jméno               | Datum narození | Datum úmrtí | Klub                 |
| Brankáři            | Brankáři       | Brankáři    | Brankáři             |
| ------------------- | -------------- | ----------- | -------------------- |
| Aboubacar Sawadogo  | 10.8.1989      |             | Rail Club du Kadiogo |
| Kouakou Hervé Koffi | 16.10.1996     |             | ASEC Mimosas         |
| Germain Sanou       | 26.5.1992      |             | AS Beauvais Oise     |
| Obránci             |                |             |                      |
| Steeve Yago         | 16.12.1992     |             | Toulouse FC          |
| Issouf Paro         | 16.10.1994     |             | Santos FC            |
| Bakary Koné         | 27.4.1988      |             | Málaga CF            |
| Patrick Malo        | 18.2.1992      |             | Smouha Sporting Club |
| Souleymane Koanda   | 21.9.1992      |             | ASEC Mimosas         |
| Issoufou Dayo       | 6.8.1991       |             | RS Berkane           |
| Yacouba Coulibaly   | 2.10.1994      |             | RC Bobo Dioulasso    |
| Záložníci           |                |             |                      |
| Bakary Saré         | 5.5.1990       |             | Moreirense FC        |
| Préjuce Nakoulma    | 21.4.1987      |             | Kayserispor          |
| Alain Traoré        | 1.1.1988       |             | Kayserispor          |
| Jonathan Pitroipa   | 12.4.1986      |             | Al-Nasr CSC          |
| Adama Guira         | 24.4.1988      |             | RC Lens              |
| Jonathan Zongo      | 6.4.1989       |             | UD Almería           |
| Charles Kaboré -    | 9.2.1988       |             | FK Krasnodar         |
| Bertrand Traoré     | 6.9.1995       |             | AFC Ajax             |
| Blati Touré         | 4.8.1994       |             | AC Omonia            |
| Útočníci            |                |             |                      |
| Abdou Razack Traoré | 28.12.1988     |             | Kardemir Karabükspor |
| Banou Diawara       | 13.2.1992      |             | Smouha Sporting Club |
| Aristide Bancé      | 19.9.1984      |             | ASEC Mimosas         |
| Cyrille Bayala      | 24.5.1996      |             | FC Šeriff Tiraspol   |

### Kamerun
Hlavní trenér:  Hugo Broos
| Jméno                  | Datum narození | Datum úmrtí | Klub                               |
| Brankáři               | Brankáři       | Brankáři    | Brankáři                           |
| ---------------------- | -------------- | ----------- | ---------------------------------- |
| Fabrice Ondoa          | 24.12.1995     |             | Sevilla Atlético                   |
| Jules Goda             | 30.5.1989      |             | AC Ajaccio                         |
| Georges Bokwé          | 14.7.1989      |             | Coton Sport FC de Garoua           |
| Obránci                |                |             |                                    |
| Ernest Mabouka         | 16.6.1988      |             | MŠK Žilina                         |
| Nicolas Nkoulou        | 27.3.1990      |             | Olympique Lyon                     |
| Adolphe Teikeu         | 23.6.1990      |             | FC Sochaux-Montbéliard             |
| Michael Ngadeu-Ngadjui | 23.11.1990     |             | SK Slavia Praha                    |
| Ambroise Oyongo        | 22.6.1991      |             | Club de Foot Montréal              |
| Collins Fai            | 13.8.1992      |             | Standard Lutych                    |
| Mohammed Djetei        | 18.8.1994      |             | Gimnàstic de Tarragona             |
| Jonathan Ngwem         | 20.7.1991      |             | Progresso Associação do Sambizanga |
| Záložníci              |                |             |                                    |
| Clinton N'Jie          | 15.8.1993      |             | Olympique Marseille                |
| Edgar Salli            | 17.8.1992      |             | 1. FC Norimberk                    |
| Frank Boya             | 1.7.1996       |             | APEJES Academy                     |
| Christian Bassogog     | 18.10.1995     |             | Aalborg Boldspillklub              |
| Georges Mandjeck       | 9.12.1988      |             | FC Metz                            |
| Sébastien Siani        | 21.12.1986     |             | KV Oostende                        |
| Arnaud Djoum           | 2.5.1989       |             | Heart of Midlothian FC             |
| Útočníci               |                |             |                                    |
| Benjamin Moukandjo -   | 12.11.1988     |             | FC Lorient                         |
| Jacques Zoua           | 6.9.1991       |             | 1. FC Kaiserslautern               |
| Vincent Aboubakar      | 22.1.1992      |             | Beşiktaş JK                        |
| Robert Ndip Tambe      | 22.2.1994      |             | FC Spartak Trnava                  |
| Karl Toko Ekambi       | 14.9.1992      |             | Angers SCO                         |

### Guinea-Bissau
Hlavní trenér:  Baciro Candé
| Jméno            | Datum narození | Datum úmrtí | Klub                  |
| Brankáři         | Brankáři       | Brankáři    | Brankáři              |
| ---------------- | -------------- | ----------- | --------------------- |
| Jonas Mendes     | 20.11.1989     |             | SC Salgueiros         |
| Papa Fall        | 11.12.1985     |             | CD Orellana           |
| Rui Dabó         | 5.10.1994      |             | CD Cova da Piedade    |
| Obránci          |                |             |                       |
| Emmanuel Mendy   | 30.3.1990      |             | CA Pulpileño          |
| Tomás Dabó       | 20.10.1993     |             | FC Arouca             |
| Rudinilson Silva | 20.8.1994      |             | bez angažmá           |
| Eridson          | 25.6.1990      |             | SC Freamunde          |
| Juary Soares     | 20.2.1992      |             | CD Mafra              |
| Agostinho Soares | 27.1.1990      |             | SC Covilhã            |
| Mamadu Candé     | 29.8.1990      |             | CD Tondela            |
| Záložníci        |                |             |                       |
| Lassana Camará   | 29.12.1991     |             | Académico de Viseu FC |
| Zezinho          | 23.9.1992      |             | Levadiakos            |
| Francisco Júnior | 18.1.1992      |             | Strømsgodset IF       |
| Bocundji Cá -    | 28.12.1986     |             | bez angažmá           |
| Nani Soares      | 17.9.1991      |             | FC Felgueiras 1932    |
| Toni Silva       | 15.9.1993      |             | Levadiakos            |
| Leocísio Sami    | 18.12.1988     |             | Akhisar Belediyespor  |
| Piqueti          | 12.2.1993      |             | SC Braga              |
| João Mário       | 11.10.1993     |             | GD Chaves             |
| Idrissa Camará   | 30.10.1992     |             | US Avellino 1912      |
| Aldair Baldé     | 31.1.1992      |             | SC Olhanense          |
| Útočníci         |                |             |                       |
| Abel Camará      | 6.1.1990       |             | CF Os Belenenses      |
| Frédéric Mendy   | 18.11.1988     |             | Čeču United FC        |

## Skupina B

### Alžírsko
Hlavní trenér:  Georges Leekens
| Jméno                     | Datum narození | Datum úmrtí | Klub                        |
| Brankáři                  | Brankáři       | Brankáři    | Brankáři                    |
| ------------------------- | -------------- | ----------- | --------------------------- |
| Čamsadín Rahmání          | 15.9.1990      |             | MO Béjaïa                   |
| Málik Assaláh             | 8.7.1986       |             | JS Kabylie                  |
| Raís M'Bolhí              | 25.4.1986      |             | Antalyaspor                 |
| Obránci                   |                |             |                             |
| Ajsa Mandí -              | 22.10.1991     |             | Real Betis                  |
| Fauzí Ghulám              | 1.2.1991       |             | SSC Neapol                  |
| Ljasín Cadamuro bin Taíba | 5.3.1988       |             | Servette FC                 |
| Hičám Bilkárví            | 24.8.1990      |             | Espérance Sportive de Tunis |
| Džamil Misbáh             | 9.10.1984      |             | FC Crotone                  |
| Muhammad bin Jahjá        | 30.6.1992      |             | USM Alger                   |
| Muchtár Bilchitár         | 15.1.1992      |             | Club Africain               |
| Ramí bin Sebainí          | 16.4.1995      |             | Stade Rennais FC            |
| Muhammad Rabí Miftáh      | 5.5.1985       |             | USM Alger                   |
| Záložníci                 |                |             |                             |
| Rijád Mahriz              | 21.2.1991      |             | Leicester City FC           |
| Ismaël Bennacer           | 1.12.1997      |             | Arsenal FC                  |
| Sufján Haní               | 29.12.1990     |             | RSC Anderlecht              |
| Nabíl bin Tálib           | 24.11.1994     |             | FC Schalke 04               |
| Jasín Brahimí             | 8.2.1990       |             | FC Porto                    |
| Adlín Gedíra              | 12.11.1985     |             | Watford FC                  |
| Rašíd Gazzál              | 9.5.1992       |             | Olympique Lyon              |
| Mahdí Abaíd               | 6.8.1992       |             | Dijon FCO                   |
| Útočníci                  |                |             |                             |
| Islám Slimaní             | 18.6.1988      |             | Leicester City FC           |
| Bagdád Búnedžáh           | 30.11.1991     |             | Al-Sadd SC                  |
| Arbí Hilál Súdání         | 25.11.1987     |             | GNK Dinamo Záhřeb           |

### Tunisko
Hlavní trenér:  Henryk Kasperczak
| Jméno                  | Datum narození | Datum úmrtí | Klub                        |
| Brankáři               | Brankáři       | Brankáři    | Brankáři                    |
| ---------------------- | -------------- | ----------- | --------------------------- |
| Ramí Džrídí            | 25.4.1985      |             | CS Sfaxien                  |
| Ajmán Maslúsí -        | 14.9.1984      |             | Étoile Sportive du Sahel    |
| Moéz bin Šarífia       | 24.6.1991      |             | Espérance Sportive de Tunis |
| Obránci                |                |             |                             |
| Sjám bin Júsif         | 21.3.1989      |             | SM Caen                     |
| Ajmán Abdanúr          | 6.8.1989       |             | Valencia CF                 |
| Zíad Búghatás          | 25.12.1990     |             | Étoile Sportive du Sahel    |
| Slimán Kčúk            | 7.5.1994       |             | CA Bizertin                 |
| Čamsadín Dávdí         | 16.1.1987      |             | Espérance Sportive de Tunis |
| Alí Maalúl             | 1.1.1990       |             | Al-Ahly SC                  |
| Hamzá Maslúsí          | 25.7.1992      |             | CS Sfaxien                  |
| Muhammad Alí Jakúbí    | 5.10.1990      |             | Çaykur Rizespor             |
| Hamdí Naggúz           | 28.10.1992     |             | Étoile Sportive du Sahel    |
| Záložníci              |                |             |                             |
| Júsef Msakní           | 28.10.1990     |             | Al-Duhail SC                |
| Hamzá Lahmár           | 28.5.1990      |             | Étoile Sportive du Sahel    |
| Vahbí Chazrí           | 8.2.1991       |             | Sunderland AFC              |
| Fardžaní Sasí          | 18.3.1992      |             | Espérance Sportive de Tunis |
| Muhammad Amín bin Amúr | 3.5.1992       |             | Étoile Sportive du Sahel    |
| Larry Azúní            | 23.3.1994      |             | Nîmes Olympique             |
| Ahmád Chalíl           | 21.12.1994     |             | Club Africain               |
| Najím Slití            | 27.7.1992      |             | Lille OSC                   |
| Útočníci               |                |             |                             |
| Ahmád Akaíčí           | 23.2.1989      |             | Al Ittihad FC               |
| Tahá Jasín Chenísí     | 6.1.1992       |             | Espérance Sportive de Tunis |
| Sabír Chalífa          | 14.10.1986     |             | Club Africain               |

### Senegal
Hlavní trenér:  Aliou Cissé
| Jméno               | Datum narození | Datum úmrtí | Klub                |
| Brankáři            | Brankáři       | Brankáři    | Brankáři            |
| ------------------- | -------------- | ----------- | ------------------- |
| Abdoulaye Diallo    | 30.3.1992      |             | Çaykur Rizespor     |
| Khadim N'Diaye      | 5.4.1985       |             | Horoya AC           |
| Pape Seydou N'Diaye | 11.2.1993      |             | ASC Niarry Tally    |
| Obránci             |                |             |                     |
| Kara Mbodji         | 11.11.1989     |             | RSC Anderlecht      |
| Kalidou Koulibaly   | 20.6.1991      |             | SSC Neapol          |
| Cheikh M'Bengue     | 23.7.1988      |             | AS Saint-Étienne    |
| Cheikhou Kouyaté -  | 21.12.1989     |             | West Ham United FC  |
| Zargo Touré         | 11.11.1989     |             | FC Lorient          |
| Saliou Ciss         | 15.9.1989      |             | Valenciennes FC     |
| Lamine Gassama      | 20.10.1989     |             | Alanyaspor          |
| Záložníci           |                |             |                     |
| Idrissa Gueye       | 26.9.1989      |             | Everton FC          |
| Sadio Mané          | 10.4.1992      |             | Liverpool FC        |
| Cheikh N'Doye       | 29.3.1986      |             | Angers SCO          |
| Mohamed Diamé       | 14.6.1987      |             | Newcastle United FC |
| Papakouli Diop      | 19.3.1986      |             | RCD Espanyol        |
| Badou Ndiaye        | 27.10.1990     |             | Ankaraspor Kulübü   |
| Ismaïla Sarr        | 25.2.1998      |             | FC Metz             |
| Keita Baldé         | 8.3.1995       |             | SS Lazio            |
| Henri Saivet        | 26.10.1990     |             | AS Saint-Étienne    |
| Útočníci            |                |             |                     |
| Famara Diédhiou     | 15.12.1992     |             | Angers SCO          |
| Moussa Sow          | 19.1.1986      |             | Fenerbahçe SK       |
| Mame Biram Diouf    | 16.12.1987     |             | Stoke City FC       |
| Moussa Konaté       | 3.4.1993       |             | FC Sion             |

### Zimbabwe
Hlavní trenér:  Callisto Pasuwa
| Jméno              | Datum narození | Datum úmrtí | Klub                   |
| Brankáři           | Brankáři       | Brankáři    | Brankáři               |
| ------------------ | -------------- | ----------- | ---------------------- |
| Bernard Donovan    | 12.7.1995      |             | How Mine FC            |
| Tatenda Mkuruva    | 4.1.1996       |             | Dynamos FC             |
| Takabva Mawaya     | 2.3.1993       |             | Hwange Colliery FC     |
| Obránci            |                |             |                        |
| Costa Nhamoinesu   | 6.1.1986       |             | AC Sparta Praha        |
| Hardlife Zvirekwi  | 5.5.1987       |             | CAPS United FC         |
| Elisha Muroiwa     | 28.1.1989      |             | Dynamos FC             |
| Onismor Bhasera    | 7.1.1986       |             | SuperSport United FC   |
| Bruce Kangwa       | 24.7.1988      |             | Azam FC                |
| Teenage Hadebe     | 17.9.1995      |             | Chicken Inn FC         |
| Lawrence Mhlanga   | 20.12.1993     |             | Chicken Inn FC         |
| Oscar Machapa      | 1.6.1987       |             | AS Vita Club           |
| Záložníci          |                |             |                        |
| Danny Phiri        | 25.7.1989      |             | Golden Arrows FC       |
| Kudakwashe Mahachi | 29.9.1993      |             | Golden Arrows FC       |
| Willard Katsande - | 15.1.1986      |             | Kaizer Chiefs FC       |
| Marvelous Nakamba  | 19.1.1994      |             | Vitesse                |
| Khama Billiat      | 19.8.1990      |             | Mamelodi Sundowns FC   |
| Útočníci           |                |             |                        |
| Matthew Rusike     | 28.6.1990      |             | Helsingborgs IF        |
| Evans Rusike       | 13.6.1990      |             | Maritzburg United FC   |
| Nyasha Mushekwi    | 21.8.1987      |             | Ta-lien I-fang         |
| Tendai Ndoro       | 15.5.1985      |             | Orlando Pirates        |
| Cuthbert Malajila  | 3.10.1985      |             | Bidvest Wits FC        |
| Knowledge Musona   | 21.6.1990      |             | KV Oostende            |
| Tino Kadewere      | 5.1.1996       |             | Djurgårdens IF Fotboll |

## Skupina C

### Pobřeží slonoviny
Hlavní trenér:  Michel Dussuyer
| Jméno             | Datum narození | Datum úmrtí | Klub                   |
| Brankáři          | Brankáři       | Brankáři    | Brankáři               |
| ----------------- | -------------- | ----------- | ---------------------- |
| Sayouba Mandé     | 15.6.1993      |             | Stabæk Fotball         |
| Sylvain Gbohouo   | 29.10.1988     |             | TP Mazembe             |
| Badra Ali Sangaré | 30.5.1986      |             | AS Tanda               |
| Obránci           |                |             |                        |
| Lamine Koné       | 1.2.1989       |             | Sunderland AFC         |
| Wilfried Kanon    | 6.7.1993       |             | ADO Den Haag           |
| Serge Aurier      | 24.12.1992     |             | Paris Saint-Germain FC |
| Adama Traoré      | 3.2.1990       |             | FC Basilej             |
| Simon Deli        | 27.10.1991     |             | SK Slavia Praha        |
| Eric Bailly       | 12.4.1994      |             | Manchester United FC   |
| Mamadou Bagayoko  | 31.12.1989     |             | K. Sint-Truidense VV   |
| Záložníci         |                |             |                        |
| Nicolas Pépé      | 29.5.1995      |             | Angers SCO             |
| Serge N'Guessan   | 31.7.1994      |             | AS Nancy               |
| Jean Michaël Seri | 19.7.1991      |             | OGC Nice               |
| Victorien Angban  | 29.9.1996      |             | Granada CF             |
| Wilfried Zaha     | 10.11.1992     |             | Crystal Palace FC      |
| Cheick Doukouré   | 11.9.1992      |             | FC Metz                |
| Franck Kessié     | 19.12.1996     |             | Atalanta BC            |
| Max Gradel        | 30.11.1987     |             | AFC Bournemouth        |
| Serey Die -       | 7.11.1984      |             | FC Basilej             |
| Útočníci          |                |             |                        |
| Salomon Kalou     | 5.8.1985       |             | Hertha BSC             |
| Wilfried Bony     | 10.12.1988     |             | Swansea City AFC       |
| Giovanni Sio      | 31.3.1989      |             | Stade Rennais FC       |
| Jonathan Kodjia   | 22.10.1989     |             | Aston Villa FC         |

### DR Kongo
Hlavní trenér:  Florent Ibengé
| Jméno                  | Datum narození | Datum úmrtí | Klub                 |
| Brankáři               | Brankáři       | Brankáři    | Brankáři             |
| ---------------------- | -------------- | ----------- | -------------------- |
| Ley Matampi            | 18.4.1989      |             | TP Mazembe           |
| Mulopo Kudimbana       | 21.1.1987      |             | Royal Antwerp FC     |
| Joël Kiassumbua        | 6.4.1992       |             | FC Wohlen            |
| Obránci                |                |             |                      |
| Issama Mpeko           | 3.3.1986       |             | TP Mazembe           |
| Fabrice N'Sakala       | 21.7.1990      |             | Alanyaspor           |
| Jordan Ikoko           | 3.2.1994       |             | EA Guingamp          |
| Marcel Tisserand       | 10.1.1993      |             | FC Ingolstadt 04     |
| Joyce Lomalisa         | 18.6.1993      |             | AS Vita Club         |
| Gabriel Zakuani        | 31.5.1986      |             | Northampton Town FC  |
| Merveille Bokadi       | 21.5.1992      |             | TP Mazembe           |
| Chancel Mbemba Mangulu | 8.8.1994       |             | Newcastle United FC  |
| Záložníci              |                |             |                      |
| Youssouf Mulumbu -     | 25.1.1987      |             | Norwich City FC      |
| Paul-José M'Poku       | 19.4.1992      |             | Panathinaikos Athény |
| Neeskens Kebano        | 10.3.1992      |             | Fulham FC            |
| Jordan Botaka          | 24.6.1993      |             | Charlton Athletic FC |
| Rémi Mulumba           | 2.11.1992      |             | Gazélec Ajaccio      |
| Jacques Maghoma        | 23.10.1987     |             | Birmingham City FC   |
| Firmin Ndombe Mubele   | 17.4.1992      |             | Al-Ahli SC           |
| Útočníci               |                |             |                      |
| Junior Kabananga       | 4.4.1989       |             | FC Astana            |
| Dieumerci Mbokani      | 22.11.1985     |             | Hull City AFC        |
| Jonathan Bolingi       | 30.6.1994      |             | TP Mazembe           |
| Cédric Bakambu         | 11.4.1991      |             | Villarreal CF        |
| Jeremy Bokila          | 14.11.1988     |             | Al-Kharaitiyat SC    |

### Maroko
Hlavní trenér:  Hervé Renard
| Jméno               | Datum narození | Datum úmrtí | Klub                       |
| Brankáři            | Brankáři       | Brankáři    | Brankáři                   |
| ------------------- | -------------- | ----------- | -------------------------- |
| Jasín Bunú          | 5.4.1991       |             | Girona FC                  |
| Munír Muhamadí      | 10.5.1989      |             | CD Numancia                |
| Jasín Charúbí       | 29.3.1990      |             | PFK Lokomotiv Plovdiv      |
| Obránci             |                |             |                            |
| Hamzá Mendyl        | 21.10.1997     |             | Lille OSC                  |
| Fúad Šafík          | 16.10.1986     |             | Dijon FCO                  |
| Manuel da Costa     | 6.5.1986       |             | Olympiakos Pireus          |
| Mahdí Benatía -     | 17.4.1987      |             | Juventus FC                |
| Romain Saïss        | 26.3.1990      |             | Wolverhampton Wanderers FC |
| Fajsál Rerás        | 7.4.1993       |             | Heart of Midlothian FC     |
| Amín Atúčí          | 1.7.1992       |             | Wydad Casablanca           |
| Záložníci           |                |             |                            |
| Karim Ahmádí        | 27.1.1985      |             | Feyenoord                  |
| Fajsál Fajr         | 1.8.1988       |             | Deportivo de La Coruña     |
| Mbark Busúfa        | 15.8.1984      |             | Al Jazira Club             |
| Júsuf Aít bin Násir | 7.7.1996       |             | AS Nancy                   |
| Omar Kadúrí         | 21.8.1990      |             | SSC Neapol                 |
| Nabíl Dirár         | 25.2.1986      |             | AS Monaco FC               |
| Munír Obádí         | 4.4.1983       |             | Lille OSC                  |
| Mahdí Carcela       | 1.7.1989       |             | Granada CF                 |
| Útočníci            |                |             |                            |
| Júsuf En-Nesjrí     | 1.6.1997       |             | Málaga CF                  |
| Júsuf Arabí         | 3.2.1987       |             | Al-Duhail SC               |
| Chalíd Bútaib       | 24.4.1987      |             | RC Strasbourg Alsace       |
| Azíz Búhadúz        | 30.3.1987      |             | FC St. Pauli               |
| Rašíd Alíví         | 18.6.1992      |             | Nîmes Olympique            |

### Togo
Hlavní trenér:  Claude Le Roy
| Jméno               | Datum narození | Datum úmrtí | Klub                 |
| Brankáři            | Brankáři       | Brankáři    | Brankáři             |
| ------------------- | -------------- | ----------- | -------------------- |
| Cédric Mensah       | 6.3.1989       |             | Le Mans FC           |
| Kossi Agassa        | 2.7.1978       |             | bez angažmá          |
| Baba Tchagouni      | 31.12.1990     |             | FC Marmande 47       |
| Obránci             |                |             |                      |
| Hakim Ouro-Sama     | 28.12.1997     |             | AS Togo-Port         |
| Serge Akakpo        | 15.10.1987     |             | Trabzonspor          |
| Abdoul-Gafar Mamah  | 24.8.1985      |             | FC Dacia Chișinău    |
| Vincent Bossou      | 7.2.1986       |             | Young Africans SC    |
| Maklibè Kouloum     | 5.10.1987      |             | Dynamic Togolais     |
| Sadat Ouro-Akoriko  | 1.2.1988       |             | Khaleej FC           |
| Djené Dakonam       | 31.12.1991     |             | K. Sint-Truidense VV |
| Záložníci           |                |             |                      |
| Franco Atchou       | 3.12.1995      |             | Dynamic Togolais     |
| Mathieu Dossevi     | 12.2.1988      |             | Standard Lutych      |
| Floyd Ayité         | 15.12.1988     |             | Fulham FC            |
| Razak Boukari       | 25.4.1987      |             | LB Châteauroux       |
| Prince Segbefia     | 11.3.1991      |             | Göztepe SK           |
| Alaixys Romao       | 18.1.1984      |             | Olympiakos Pireus    |
| Serge Gakpé         | 7.5.1987       |             | Janov CFC            |
| Lalawélé Atakora    | 9.11.1990      |             | Helsingborgs IF      |
| Henri Eninful       | 21.7.1992      |             | Doxa Katokopias FC   |
| Ihlas Bebou         | 23.4.1994      |             | Fortuna Düsseldorf   |
| Útočníci            |                |             |                      |
| Emmanuel Adebayor - | 26.2.1984      |             | bez angažmá          |
| Komlan Agbégniadan  | 26.3.1991      |             | WAFA SC              |
| Kodjo Fo-Doh Laba   | 27.1.1992      |             | RS Berkane           |

## Skupina D

### Ghana
Hlavní trenér:  Avram Grant
| Jméno                  | Datum narození | Datum úmrtí                    | Klub                     |
| Brankáři               | Brankáři       | Brankáři                       | Brankáři                 |
| ---------------------- | -------------- | ------------------------------ | ------------------------ |
| Brimah Razak           | 22.6.1987      |                                | Córdoba CF               |
| Richard Ofori          | 1.11.1993      |                                | Legon Cities FC          |
| Fatau Dauda            | 6.4.1985       |                                | Enyimba International FC |
| Obránci                |                |                                |                          |
| Andy Yiadom            | 2.12.1991      |                                | Barnsley FC              |
| Jonathan Mensah        | 13.7.1990      |                                | Columbus Crew SC         |
| Abdul Rahman Baba      | 2.7.1994       |                                | FC Schalke 04            |
| Edwin Gyimah           | 9.3.1991       |                                | Orlando Pirates          |
| John Boye              | 23.4.1987      |                                | Sivasspor                |
| Frank Acheampong       | 16.10.1993     |                                | RSC Anderlecht           |
| Harrison Afful         | 24.7.1986      |                                | Columbus Crew SC         |
| Záložníci              |                |                                |                          |
| Thomas Partey          | 13.6.1993      |                                | Atlético Madrid          |
| Afriyie Acquah         | 5.1.1992       |                                | Turín FC                 |
| Christian Atsu         | 10.1.1992      | 6. února 2023 (ve věku 31 let) | Newcastle United FC      |
| Emmanuel Agyemang-Badu | 2.12.1990      |                                | Udinese Calcio           |
| André Ayew             | 17.12.1989     |                                | West Ham United FC       |
| Wakaso Mubarak         | 25.7.1990      |                                | Panathinaikos Athény     |
| Bernard Tekpetey       | 3.9.1997       |                                | FC Schalke 04            |
| Ebenezer Ofori         | 1.7.1995       |                                | AIK Stockholm            |
| Daniel Amartey         | 21.12.1994     |                                | Leicester City FC        |
| Útočníci               |                |                                |                          |
| Asamoah Gyan -         | 22.11.1985     |                                | Šabab Al-Ahli Club       |
| Jordan Ayew            | 11.9.1991      |                                | Aston Villa FC           |
| Ebenezer Assifuah      | 3.7.1993       |                                | FC Sion                  |
| Samuel Tetteh          | 28.7.1996      |                                | FC Liefering             |

### Mali
Hlavní trenér:  Alain Giresse
| Jméno             | Datum narození | Datum úmrtí | Klub                 |
| Brankáři          | Brankáři       | Brankáři    | Brankáři             |
| ----------------- | -------------- | ----------- | -------------------- |
| Oumar Sissoko     | 13.9.1987      |             | US Orléans           |
| Soumbeïla Diakité | 25.8.1984      |             | Stade Malien         |
| Djigui Diarra     | 27.2.1995      |             | Stade Malien         |
| Obránci           |                |             |                      |
| Hamari Traoré     | 27.1.1992      |             | Stade Reims          |
| Youssouf Koné     | 5.7.1995       |             | Lille OSC            |
| Salif Coulibaly   | 13.5.1988      |             | TP Mazembe           |
| Charles Traoré    | 1.1.1992       |             | Troyes AC            |
| Molla Wagué       | 21.2.1991      |             | Udinese Calcio       |
| Mohamed Konaté    | 20.10.1992     |             | RS Berkane           |
| Mahamadou N'Diaye | 21.6.1990      |             | Troyes AC            |
| Ousmane Coulibaly | 9.7.1989       |             | Panathinaikos Athény |
| Záložníci         |                |             |                      |
| Lassana Coulibaly | 10.4.1996      |             | SC Bastia            |
| Yacouba Sylla -   | 29.11.1990     |             | Montpellier HSC      |
| Bakary Sako       | 26.4.1988      |             | Crystal Palace FC    |
| Moussa Doumbia    | 15.8.1994      |             | FK Rostov            |
| Sambou Yatabaré   | 2.3.1989       |             | Werder Brémy         |
| Mamoutou N'Diaye  | 15.3.1990      |             | Royal Antwerp FC     |
| Samba Sow         | 29.4.1989      |             | Kayserispor          |
| Adama Noss Traoré | 28.6.1995      |             | AS Monaco FC         |
| Yves Bissouma     | 30.8.1996      |             | Lille OSC            |
| Útočníci          |                |             |                      |
| Mustapha Yatabaré | 26.1.1986      |             | Kardemir Karabükspor |
| Moussa Marega     | 14.4.1991      |             | Vitória SC           |
| Kalifa Coulibaly  | 21.8.1991      |             | KAA Gent             |

### Egypt
Hlavní trenér:  Héctor Cúper
| Jméno              | Datum narození | Datum úmrtí | Klub                 |
| Brankáři           | Brankáři       | Brankáři    | Brankáři             |
| ------------------ | -------------- | ----------- | -------------------- |
| Ísam Haddarí -     | 15.1.1973      |             | Wadi Degla SC        |
| Šaríf Akrámí       | 10.7.1983      |             | Al-Ahly SC           |
| Ahmád Šanáví       | 14.5.1991      |             | Zamalek SC           |
| Obránci            |                |             |                      |
| Alí Gabr           | 1.1.1989       |             | Zamalek SC           |
| Ahmád Almuhammadí  | 9.9.1987       |             | Hull City AFC        |
| Omár Gabr          | 30.1.1992      |             | FC Basilej           |
| Ahmád Hegází       | 25.1.1991      |             | Al-Ahly SC           |
| Ahmád Fasí         | 10.11.1984     |             | Al-Ahly SC           |
| Ahmád Duvidár      | 29.10.1987     |             | Zamalek SC           |
| Muhammad Abdalšafí | 1.7.1985       |             | Al Ahli              |
| Karim Háfiz        | 12.3.1996      |             | RC Lens              |
| Saad Samír         | 1.4.1989       |             | Al-Ahly SC           |
| Záložníci          |                |             |                      |
| Ibrahim Salah      | 1.4.1987       |             | Zamalek SC           |
| Tárik Hamád        | 24.10.1988     |             | Zamalek SC           |
| Kahraba            | 13.4.1994      |             | Al Ittihad FC        |
| Ramadán Sobhí      | 23.1.1997      |             | Stoke City FC        |
| Muhammad Alnaní    | 11.7.1992      |             | Arsenal FC           |
| Abdaláh Saíd       | 13.6.1985      |             | Al-Ahly SC           |
| Trézéguet          | 1.10.1994      |             | Royal Excel Mouscron |
| Amr Vardá          | 17.9.1993      |             | PAE Panetolikos      |
| Útočníci           |                |             |                      |
| Kouka              | 5.3.1993       |             | SC Braga             |
| Mohamed Salah      | 15.6.1992      |             | AS Řím               |
| Marván Muhsín      | 26.2.1989      |             | Al-Ahly SC           |

### Uganda
Hlavní trenér:  Milutin Sredojević
| Jméno               | Datum narození | Datum úmrtí | Klub                              |
| Brankáři            | Brankáři       | Brankáři    | Brankáři                          |
| ------------------- | -------------- | ----------- | --------------------------------- |
| Robert Odongkara    | 2.9.1989       |             | Saint George SC                   |
| Denis Onyango       | 15.5.1987      |             | Mamelodi Sundowns FC              |
| Jamal Salim         | 27.5.1995      |             | Al-Merrikh SC                     |
| Obránci             |                |             |                                   |
| Joseph Ochaya       | 14.12.1993     |             | Kampala Capital City Authority FC |
| Murushid Juuko      | 14.4.1994      |             | Simba SC                          |
| Isaac Isinde        | 16.4.1991      |             | Saint George SC                   |
| Denis Iguma         | 10.2.1994      |             | Al-Quwa Al-Jawiya                 |
| Nicholas Wadada     | 27.7.1994      |             | Vipers SC                         |
| Godfrey Walusimbi   | 3.7.1989       |             | Gor Mahia FC                      |
| Timothy Awany       | 6.8.1996       |             | Kampala Capital City Authority FC |
| Záložníci           |                |             |                                   |
| Geoffrey Kizito     | 2.2.1993       |             | Than Quảng Ninh FC                |
| Tony Mawejje        | 15.12.1987     |             | Knattspyrnufélagið Þróttur        |
| Khalid Aucho        | 8.8.1993       |             | Baroka FC                         |
| Luwagga Kizito      | 20.12.1993     |             | Rio Ave FC                        |
| Moses Oloya         | 22.10.1992     |             | Hà Nội FC                         |
| Hassan Wasswa       | 14.2.1988      |             | Nejmeh SC                         |
| Farouk Miya         | 26.11.1995     |             | Standard Lutych                   |
| Shafik Batambuze    | 14.6.1994      |             | Tusker FC                         |
| Micheal Azira       | 22.8.1987      |             | Colorado Rapids                   |
| Útočníci            |                |             |                                   |
| Yunus Sentamu       | 13.8.1994      |             | FC Ilves                          |
| Geoffrey Sserunkuma | 7.6.1983       |             | Lweza FC                          |
| Geofrey Massa -     | 19.2.1986      |             | Baroka FC                         |
| Muhammad Shaban     | 11.1.1998      |             | Onduparaka FC                     |